# Phalaenopsis stobartiana
Espèce
Phalaenopsis stobartiana est une espèce d'orchidées du genre Phalaenopsis.